# Anaulacodithella mordax
Espèce
Synonymes
- Chthonius mordax Tullgren, 1907

Anaulacodithella mordax est une espèce de pseudoscorpions de la famille des Tridenchthoniidae.

## Distribution
Cette espèce est endémique d'Afrique du Sud.

## Publication originale
- Tullgren, 1907 : Chelonethiden aus Natal und Zululand. Zoologiska studier tillägnade Professor T. Tullberg. Zoologiska studier tillägnade Professor T. Tullberg, Uppsala, p. 216-236.